# Constant d'Aubigné
Constant d'Aubigné, Barão de Surimeau, (Pons, Aquitânia, 8 de fevereiro de 1585 – Orange, Vaucluse, 31 de agosto de 1647) foi um nobre francês, filho do poeta, militar, propagandista e cronista Théodore-Agrippa d'Aubigné.

## Biografia
Nascido em uma família de huguenotes, Constant levou uma vida não muito estruturada, tornou-se por turnos católico ou protestante, conforme convinha a seus interesses. Traiu os protestantes em 1626, revelando à corte francesa, após uma viagem à Inglaterra, os planos ingleses para tomar La Rochelle. Em decorrência disso, foi deserdado por seu pai.

## Últimos dias
O Cardeal de Richelieu aprisionou d'Aubigné e sua família em Niort em 1629 por se corresponder com os ingleses. Libertados em 1639, após a morte de Richelieu, a família foi para as Antilhas francesas, onde d'Aubigné foi nomeado governador de Marie-Galante, embora ele e sua família permanecessem na Martinica. D'Aubigné retornou para a França por volta de 1645, quase na miséria, e morreu em 1647. Sua esposa e filhos retornaram à França do mesmo ano.

## Família
D'Aubigné foi casado duas vezes:
Com sua primeira esposa, Anne Marchant, ele teve um filho, Théodore. Ele a assassinou em 1619, depois de tê-la surpreendido com outro homem, que também foi morto.
Seu segundo casamento foi em Bordeaux, em 27 de dezembro de 1627, com Jeanne de Cardilhac, que conheceu quando esteve preso. Tiveram três filhos:
- Constant (1628 - 1647), nunca se casou;
- Charles (1634 - 1703), pai de Françoise Charlotte d'Aubigné, duquesa de Noailles;
- Françoise (27 de novembro de 1635 - 15 de abril de 1719), a Madame de Maintenon;

A linhagem d'Aubigné teve continuidade por intermédio do filho de Anne Marchant, Théodore (1613-1670). 
Por outro lado, na Abadia de Battle, o nome d'Aubigné pode ser visto na relação de cavaleiros mortos na Batalha de Hastings. Outros sobreviveram à conquista normanda da Inglaterra, e são mencionados em História de Hume como heróis da Magna Carta.